# Spathoglottis albida
Spathoglottis albida är en orkidéart som beskrevs av Friedrich Fritz Wilhelm Ludwig Kraenzlin. Spathoglottis albida ingår i släktet Spathoglottis och familjen orkidéer. Inga underarter finns listade i Catalogue of Life.